# Pedostrangalia kurda
Pedostrangalia kurda là một loài bọ cánh cứng trong họ Cerambycidae.